# 天王寺 (福島県会津美里町)
天王寺（てんのうじ）は福島県大沼郡会津美里町にある天台宗の寺院。山号は高田山。

## 歴史
元慶2年（883年）、観祐という僧侶による開創と伝わっている。また、観祐が光孝天皇の皇子であったことから天王寺と名付けられたという。天正年間（1573年 - 1592年）の頃には現在地より北東にあって七堂伽藍など32棟もの建物がある大寺院であったが、元和年間（1615年 - 1624年）の終わりごろに現在地に移転した。
境内にある観音堂はかつては現在地より500メートルほど東にあった。「人肌観音」とも呼ばれる十一面観音が安置され、会津三十三観音の28番札所・高田観音（たかだかんのん）として信仰を集めるが、幾度も火災に見舞われ、現在地に移されたのは1889年（明治22年）になってからという。以前は33年に一度しか開帳されなかったが、近年では毎年8月10日に半開帳が行われる。